# Chott el Gharsa
Das Chott el Gharsa (arabisch شط الغرسة, DMG Šaṭṭ al-Ġarsa), auch Schott el Rharsa, ist ein Sedimentbecken mit Salzsee im Südwesten von Tunesien, genauer im Gouvernement Tozeur. Das Schott, eine Salztonebene, liegt in einer Depression und hat im nördlichen Bereich seinen tiefsten Punkt mit 17 Metern unter dem Meeresspiegel.

## Geographie und Geologie
Das Chott ist etwa 50 Kilometer lang und seine maximale Breite erreicht das Becken mit etwa 20 Kilometern im östlichen Abschnitt. Teilbereiche des Chotts tragen eigene Bezeichnungen. Das sind Chott Chtihatt Sghatt, Chott Mejez Sfa und Chott Er Rahim. In seinem Süden grenzt es an die semiaride Landschaft Bled el Djerid. Im Norden befinden sich hohe Bergketten eines regionalen Antiklinoriums, die aus Sedimentgesteinen der Kreidezeit und des Eozäns aufgebaut sind. Diese Berge gehören zum Djebel En Negueb, einem südöstlichen Ausläufer des Aurès und Teil des Atlas-Gebirges.
Durch tektonische Vorgänge zur Zeit des Tertiärs entstanden im südlichen Tunesien Verwerfungen, Flexuren und Antiklinalen. Nachträgliche Erosionen und Geländebewegungen haben zwischen bestehenden Schichtkämmen (Nördlicher Gebirgssaum, östliche Ausläufer des Djebel Chareb) eine beckenförmige Vertiefung hinterlassen, die mit Sedimenten angefüllt ist. Diese als langgestreckte Gebirgszüge ausgebildeten Schichtkämme bilden die nördliche und südliche Begrenzung des Chott el Gharsa. In seinem südlichen Bereich treten alluviale Sande auf und hier schließt das Sahara-Tafelland mit seiner Oasen- und weiteren Wüstenlandschaft an.
In seinen großräumigen geologischen Zusammenhängen gehört das Chott zu einer west–östlich streichenden Depression im südlichsten Teil des Atlassystems. Zu dieser abgesenkten Zone gehört auch das bekannte Chott el Djerid in Tunesien und das Chott Melghir in Algerien.
Den Hauptzufluss mit Süßwasser bildet das Oued El Melah im Westen, das Wasser vom Nördlichen Gebirgssaum aus der Region zwischen den Städten Métlaoui und Gafsa zusammenfasst. Im Bereich seiner Randzonen nimmt das Chott el Gharsa Süßwasser durch Grundwasserleiter auf. Zusätzlich treten hier, ebenso wie im Chott el Djerid, Süßwasseraustritte auf, die sogenannten Aioun (Einzahl: Ain). Das sind Süßwasseraustritte unter der vorhandenen Salzkruste, die ihren Wasserzufluss aus den etwas tiefer liegenden Sandschichten erhalten.
Die Ablagerungen in der Senke bestehen aus Sanden und Evaporiten („Eindampfungsgesteine“). Demzufolge finden sich hier feinlaminierte Ablagerungen von Gips, die seit der Zeit des Pleistozäns abgelagert wurden. Diese Sedimentabfolgen wurden auf Analogien mit den Evaporiten auf der Marsoberfläche verglichen.

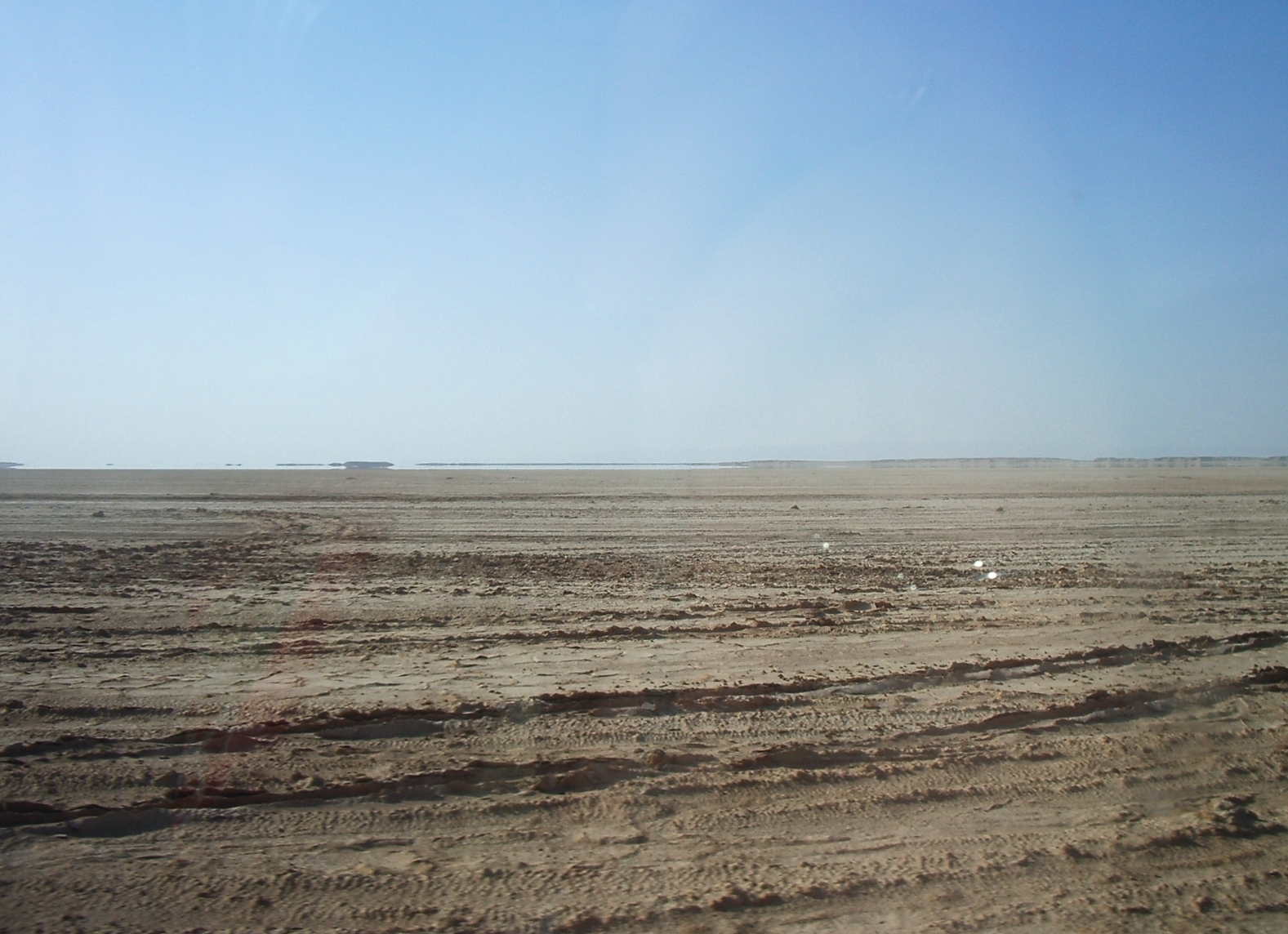
Fata Morgana im Chott
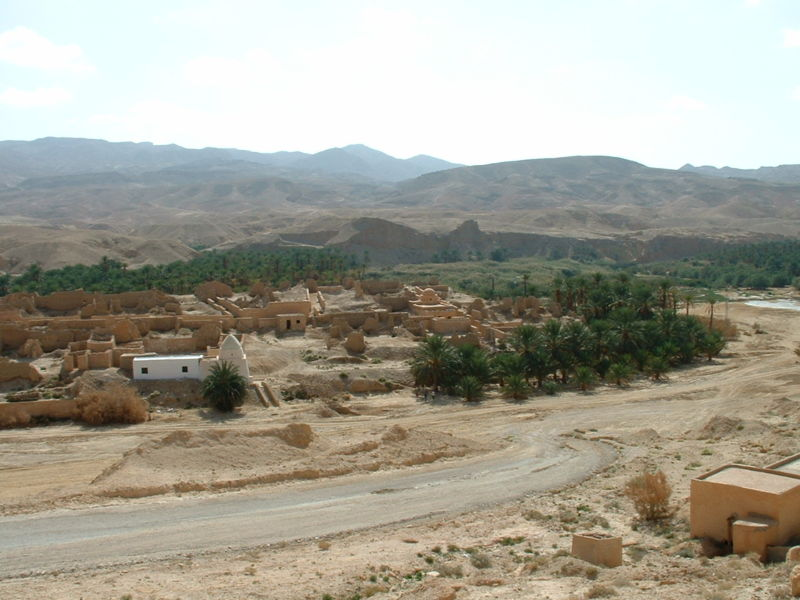
Verfallene Altstadt von Tamerza, im Hintergrund die antiklinalen Erhebungen des Nördlichen Gebirgssaumes

## Landwirtschaft und Verkehr
Im abfallenden Gelände nördlich des Chotts, ein Bergfußgelände der Ketten zwischen Tamerza und Gafsa, existiert in begrenzten Umfang eine landwirtschaftliche Nutzung in der Art des Trockenfeldbaus (dry farming). Durch diese Region führt die Landstraße T16 von der Stadt Tamerza über den östlichen Rand des Chotts in die Djerid-Region zu den Oasensiedlungen El Hamma und Tozeur im Südosten. Dadurch ist eine verkehrliche Erschließung gewährleistet. Letztere Stadt verfügt über einen Regionalflughafen (Flughafen Tozeur-Nefta) und einen hier endenden Eisenbahnanschluss, der nach Norden führt.